# Toby Hemenway
Toby Hemenway (ur. 23 kwietnia 1952, zm. 20 grudnia 2016) – amerykański pisarz i popularyzator nauki, piszący zwłaszcza o permakulturze i innych zagadnieniach ekologii. Autor książki Gaia's Garden: A Guide to Home-Scale Permaculture (2001). Były adiunkt na Portland State University, wykładowca Pacific University w stanie Oregon, dyrektor amerykańskiego Permaculture Institute i konsultant Biomimicry Guild.

## Kariera
Po ukończeniu kierunku biologicznego na Tufts University przez wiele lat pracował naukowo w dziedzinie genetyki i immunologii, początkowo w laboratoriach akademickich, m.in. Harvard University oraz University of Washington w Seattle, a następnie w Immunexie, przedsiębiorstwie biotechnologicznym zorientowanym na branżę medyczną, które w 2002 zostało przejęte przez Amgen.

## Permakultura
Z początkiem lat 90. XX w., w miarę rosnącego rozczarowania kierunkiem, w jakim podążała biotechnologia, zainteresował się permakulturą. Zmienił zawód i, razem z żoną Kiel, przez 10 lat rozwijał – zgodnie z zasadami permakultury – 10-akrową posiadłość wiejską w południowej części stanu Oregon. W 1996 zaczął uczyć permakultury i stopniowo stawał się cenionym specjalistą i konsultantem na skalę światową. Występował i prowadził warsztaty na wielu konferencjach, m.in. Bioneers, Eco-Farm, SolFest. Publikował w czasopismach Whole Earth Review, Natural Home i American Gardener. Wykładał permakulturę na Portland State University. W latach 1999–2004 był redaktorem czasopisma o projektowaniu ekologicznym i kulturze zrównoważonego rozwoju pt. Permaculture Activist.
W 2004 przeprowadził się do Portland w stanie Oregon, gdzie przez sześć lat pracował nad zrównoważonym rozwojem w środowisku miejskim. Zaprojektował i obsługiwał wieloakrowe pola demonstrujące wykorzystanie procesów i wzorców znajdywanych w naturalnych ekosystemach do produkcji żywności i materiałów zaopatrujących miasta.
W 2010 Hemenwayowie zamieszkali w Sebastopolu w stanie Kalifornia, gdzie, wśród 7 akrów sekwoi, uprawiają 2-akrowy „las żywnościowy” (food forest). Hemenway część czasu spędza też na zachodzie stanu Montana, współpracując z Biomimicry Guild jako biolog w dziale projektowania.

## Książka
Książka Toby’ego Hemenwaya z 2001, Gaia's Garden: A Guide to Home-Scale Permaculture, była pierwszą w Ameryce Północnej obszerną publikacją o permakulturze i przez 8 lat była najlepiej sprzedającą się książką na ten temat na świecie. W 2010 ukazało się wydanie poszerzone i poprawione, które znalazło się na liście 10 najlepszych książek ogrodniczych roku 2010 dziennika Washington Post, a w 2011 książka otrzymała złoty medal Nautilus Book Award.

## Prace
- Gaia's Garden: A Guide to Home-Scale Permaculture (2001) ISBN 978-1890132521